# Bonne année
Bonne année er en dansk børnefilm fra 2014 instrueret af Charlotte Madsen.

## Medvirkende
- Paul Hüttel, Hr. Friis
- Vigga Bro, Majori